# کوین گروسکرویتس
کوین گروسکرویتس (آلمانی: Kevin Großkreutz؛ زادهٔ ۱۹ ژوئیهٔ ۱۹۸۸) بازیکن فوتبال اهل آلمان است.